# Tàngara beccònica cendrosa
La tàngara beccònica cendrosa (Conirostrum cinereum) és un ocell de la família dels tràupids (Thraupidae).

## Hàbitat i distribució
Habita matolls, boscos, ciutats i garrigues dels Andes des del sud de Colòmbia, cap al sud, a través de l'Equador i Perú fins l'oest de Bolívia. Terres baixes i àrides de l'oest del Perú i nord de Xile.

## Taxonomia
La població septentrional és considerada una espècie de ple dret en algunes classificacions:
- Conirostrum fraseri Sclater, PL, 1859 - tàngara beccònica ocràcia[3]